# 萨多沃耶农村居民点 (伏尔加格勒州)
萨多沃耶农村居民点（俄语：Садовское сельское поселение）是俄罗斯联邦伏尔加格勒州贝科沃区所属的一个农村居民点。其下辖有1个居民点，行政中心为萨多沃耶。据2016年统计，该农村居民点的人口为441人。